# Мухаммад Назим аль-Кубруси
Шейх Назим (тур. Nâzım Kıbrısî, Şeyh Nâzım, осман. شيخ ناظم‎;
21 апреля 1922, Ларнака — 7 мая 2014, Лефкосия) — шейх Накшбандийского ордена, 40-й хранитель тайны золотой цепи преемственности Накшбандийского тариката.

## Родословная
Один из его предков по линии отца был основателем Кадирийского Тариката, вследствие чего со стороны отца он получил посвящение в Кадирийский Тарикат. Со стороны матери — в тарикат Мевлеви. Также его дед был шейхом Кадирского Тариката.

## Образование
Во время обучения в школе он показывал очень высокую успеваемость. Вечерами после учёбы он изучал Тарикат Мевлеви и Кадирийский Тарикат.
В 1940 году он поступил в Стамбульский Университет по специальности «Химическая инженерия», где также показывал очень высокую успеваемость, где ему предлагали остаться и дальше повышать свою квалификацию, но его больше привлекала духовная жизнь.

### Его духовные наставники и учителя накшбандийского тариката
- Шейх Сулеймана Арзаруми, который помогал ему в изучении шариата и арабского языка, умер в 1948 году;
- Султан Аулийя’Мауляна ‘Абду-Ллах аль Фа’изи ад Дагестани, который дал ему посвящение в накшбандийский тарикат.

## Судебное дело
Сразу после возвращения домой он прочитал азан на арабском языке в мечети, за что на него завели уголовное дело, во время судебного процесса он путешествовал по Никосии и её округе, читая азан, за что на него завели более 100 уголовных дел, вследствие чего его могли посадить на срок около 100 лет, но его спасла смена власти, которая первым делом разрешила читать азан на арабском.

## Поездки
Однажды Мухаммад Назим отправился из Дамаска в Алеппо пешком и шел около года, так как шел до ближайшей деревни день, оставался там на дней 15, распространяя Тарикат, и далее шел в следующую деревню.
Во время проживания в Кипре он ездил также в Саудовскую Аравию, Ливан и Египет для распространения Тариката.
Европу первый раз он посетил в 1974 году, полетев из ТРСК (Турецкая Республика Северного Кипра) в Лондон, а назад вернувшись дорожным транспортом. И ещё несколько раз он был в Европе. С 1978 года он стал ездить в Турцию. В 1986 году он посетил многие страны Азии: Индию, Пакистан, Малайзию.
Неоднократно посещал Узбекистан, где посещал святые места, в том числе могилу Бахауддина Накшбанди и имама аль-Бухари.
С 1991 года он начал посещать Соединённые Штаты Америки, где объездил около 20 штатов и посвятил в орден более 10 000 человек.

## Семейная жизнь
В 1952 году по совету своего шейха Абдуллаха Фаиза Ад-Дагестани он женился на одной из его последовательниц — Амина Хаджи. В браке у них родились 4 ребёнка: 2 сына и 2 дочери.